# Kakopetria
Kakopetria är en by på Cypern som ligger 55 kilometer sydväst om huvudstaden Nicosia, i norrläge vid foten av Troodosbergen. Den befinner sig på 667 meters höjd och är den högst belägna byn i Solea-dalen. Samhället har cirka 1.200 fasta invånare och ytterligare ett par hundra som antingen har en sommarstuga eller härstammar från Kakopetria men som arbetar i Nicosia. Byn är omgiven av tät skog och ligger vid floderna  Kargotis och Garillis. De två floderna går samman i byn och bildar floden  Klarios, som korsar Solea-dalen och mynnar in i Morpho-bukten.
Ayios Nikolaos tis Steyis kyrka i Kakopetria är en av de av nio Målade kyrkorna i Troodos från det Bysantinska imperiets tid som tillhör Unescos världsarv sedan 1985.

## Landskap
Orten Kakopetria ligger längs floderna Kargotis och Garillis. Den nya Kakopetria med sina stora, moderna hus med tegeltak, är byggt på sluttningarna och stränderna i den östra delen av dalen. Det gamla Kakopetria ligger på dalens västra sida och mellan de bägge floderna. Husen har branta tegeltak och nästan alla hus har en övervåning och en träbalkong.

## Historia
Orten Kakopetria nämns i de medeltida annalerna men fanns åtminstone sedan den Frankiska eran.
Byns omgivningar beboddes runt 500 och 600-talen och de olika utgrävningar som gjordes år 1938 runt den gamla byn Kakopetria (Ailades plats) bevisar detta. Under utgrävningarna hittades en behållare från en gammal helgedom - som förmodligen tillhör gudinnan Athena. Ett stort antal mindre föremål främst av terrakotta, av vilka många avbildar gudinnan Athena, liksom små statyer och delar av statyer i kalksten och brons- och järnskaft som tillhört spjutspetsar och pilar. Fynden härrör troligen från de arkaiska och klassiska epokerna på Cypern. Andra statyetter representerar Herakles och är en indikation på att han också dyrkades i området tillsammans med gudinnan Athena. Dessa föremål finns i det arkeologiska museet i Nicosia.

## Turism
Kakopetria är, med dess friska och svala klimat, pittoreska miljöer, den underbara naturen, den rika växtligheten, det svala och porlande vattnet, ett folkloristisk arv, och det relativt korta avståndet från Nicosia och Limassol uppskattat av många rika familjer för semestervistelser under sommarmånaderna. Några grundläggande faktorer för framgång i att locka turister till byn Kakopetria hör bland annat, den varma gästfrihet som karakteriserar dess invånare, deras korrekta beteende, oklanderlig service, en strävan att hålla rent och utveckla konstruktioner som görs av många av byns invånare, liksom ett antal andra bekvämligheter som invånarna i Kakopetria erbjuder lokala och utländska turister med stor glädje och tillfredsställelse.